# 허위공문서작성죄
허위공문서작성죄(虛僞公文書作成罪) 공무원이 행사할 목적으로 그 직무에 관하여 문서 또는 도화를 허위로 작성하거나 변개하는 죄. 7년 이하의 징역 또는 2천만원 이하의 벌금에 처한다(227조). 주체는 그 문서·도화를 작성할 직무상 권한 있는 공무원이다. 공무원이 아닌 자라도 공범자로서는 처벌될 수 있다. 그러나 공무원이 아닌 자가 허위공문서 작성의 간접정범이 되는 때에는 228조의 경우를 제외하고 죄가 되지 않는다고 보는 것이 판례의 입장이다. 본죄는 소위 무형의 위조·변조에 관한 규정이다. 미수범도 처벌한다(235조).

## 판례
- 피고인이 여러차례의 출장반복의 번거로움을 회피하고 민원사무를 신속히 처리한다는 면의 방침과 지시에 따라 사전에 일괄하여 출장조사한 다음 출장조사내용에 변동이 없다는 확신하에 출장복명서를 작성하고 다만 그 출장일자를 작성일자로 기재한 것이라면 허위공문서작성의 범의가 있었다고 볼 수 없다[1].
- 공무원이 허위공문서를 기안하여 그 정을 모르는 작성권자의 결재를 받아 공문서를 완성한 때에는 허위공문서작성죄의 간접정범이 성립한다.[2]
- 허위공문서작성죄의 주체는 문서를 작성할 권한이 있는 명의인인 공무원에 한하고 그 공무원의 문서작성을 보조하는 직무에 종사하는 공무원은 허위공문서작성죄의 주체가 될 수 없다. 따라서 보조 직무에 종사하는 공무원이 허위공문서를 기안하여 허위임을 모르는 작성권자의 결재를 받아 공문서를 완성한 때에는 허위공문서작성죄의 간접정범이 될 것이지만, 이러한 결재를 거치지 않고 임의로 작성권자의 직인 등을 부정 사용함으로써 공문서를 완성한 때에는 공문서위조죄가 성립한다. 이는 공문서의 작성권한 없는 사람이 허위공문서를 기안하여 작성권자의 결재를 받지 않고 공문서를 완성한 경우에도 마찬가지이다. 나아가 작성권자의 직인 등을 보관하는 담당자는 일반적으로 작성권자의 결재가 있는 때에 한하여 보관 중인 직인 등을 날인할 수 있을 뿐이다. 이러한 경우 다른 공무원 등이 작성권자의 결재를 받지 않고 직인 등을 보관하는 담당자를 기망하여 작성권자의 직인을 날인하도록 하여 공문서를 완성한 때에도 공문서위조죄가 성립한다[3]
- 형법 제233조 소정의 허위진단서작성죄의 대상은 공무원이 아닌 의사가 사문서로서 진단서를 작성한 경우에 한정되고, 공무원인 의사가 공무소의 명의로 허위진단서를 작성한 경우에는 허위공문서작성죄만이 성립하고 허위진단서작성죄는 별도로 성립하지 않는다.[4]
- 甲이 가옥대장 및 조사업무를 담당하는 공무원 乙을 교사하여 무허가건물을 허가받은 것처럼 대장에 기재하게 한 경우 허위공문서작성죄의 교사범에 해당한다.[5]
- 공무원인 의사 甲이 乙의 부탁을 받고 허위진단서를 작성하고 돈을 받은 경우 허위공문서작성죄만 성립하고 허위진단서작성죄는 성립하지 않는다.[6]
- 신고사상이 허위인 것이 명백한 경우에는 호적리는 그 기재를 거부할 수 있다고 해석할 것이므로 허위임을 알고 있으면서 이를 호적부에 기재하였다면 허위공문서작성죄가 성립한다.[7]
- 인감증명서를 발행함에 있어 인감증명서의 인적사항과 인감 및 그 용도를 일치하게 기재하였어도 대리인에 의한 것을 본인의 신청에 의한 것으로 기재하였다면 그 사항에 관하여는 허위기재한 것으로 보아야 할 것이다.[8]
- 공문서의 작성권한이 있는 공무원의 직무를 보좌하는 자가 그 직위를 이용하여 행사할 목적으로 허위의 내용이 기재된 문서초안을 그 정을 모르는 상사에게 제출하여 결재하도록 함으로써 허위공문서를 작성케 하는 경우에는 허위공문서작성죄의 간접정범이 성립되고 이와 공모한 자 역시 위 죄책을 면할 수 없다[9]
- 음주운전 적발업무 담당경찰관 甲은 A의 음주운전을 눈감아주기 위해 그에 대한 음주운전자 적발보고서를 찢어버리고, 부하로 하여금 B에 대한 가짜 음주운전 적발보고서를 작성하게 하고, 이러한 사실을 모르는 담당경찰관으로 하여금 주취운전자 음주측정처리부에 B의 음주운전사실을 기재하도록 한 경우 甲은 허위공문서작성죄 및 동 행사죄의 간접정범이 된다[10]
- 공무원이 위법사실을 발견하고도 직무상 의무에 따른 적절한 조치를 취하지 아니하고 위법사실을 적극적으로 은폐할 목적으로 허위공문서를 작성･행사한 경우, 직무위배의 위법상태는 허위공문서작성 당시부터 그 속에 포함되는 것이므로 작위범인 허위공문서작성, 동행사죄만이 성립하고 부작위범인 직무유기죄는 따로 성립하지 않는다.[11]
- 공문서의 작성권한이 있는 공무원의 직무를 보좌하는 자가 그 직위를 이용하여 행사할 목적으로 허위의 내용이 기재된 문서 초안을 그 정을 모르는 상사에게 제출하여 결재하도록 하는 등의 방법으로 작성권한이 있는 공무원으로 하여금 허위의 공문서를 작성하게 한 경우에는 간접정범이 성립되고 이와 공모한 자 역시 그 간접정범의 공범으로서의 죄책을 면할 수 없는 것이고, 여기서 말하는 공범은 반드시 공무원의 신분이 있는 자로 한정되는 것은 아니라고 할 것이다.[12]

### 긍정사례
- 가옥대장에 무허가건물을 허가받은 건물로 기재한 경우[13]
- 원본과 대조하지 않고 원본대조필을 날인한 경우[14]
- 인감증명서를 발행하면서 대리인의 신청에 의한 것을 본인의 신청에 의한 것으로 기재한 경우[15]
- 준공검사관 공무원 甲이 정산설계서에 의하여 준공검사를 하지 않고도 준공검사를 하였 다고 준공검사조서에 기재하였지만, 준공검사조서의 내용이 객관적으로 정산설계서 초 안이나 그 후에 작성된 정산설계서 원본의 내용과 일치한 경우[16]
- 공무원 甲이 폐기물처리사업계획이 관계 법령의 규정에 적합하지 않음을 알았음에도 불 구하고 적합하다는 내용의 통보서를 작성한 경우[17]
- 공무원 甲이 A의 부탁을 받아 A가 세대주임에도 불구하고 A의 동거가족 B를 세대주인 것처럼 된 주민등록표를 작성한 경우[18]

### 부정사례
- 건축담당 공무원 甲이 건축허가신청서를 접수․처리함에 있어 건축법상의 요건을 갖추 지 못하고 설계된 사실을 알면서도 기안서인 건축허가통보서를 작성하여 건축허가서의 작성명의인인 군수의 결재를 받아 건축허가서를 작성한 경우<ref>대판 2000.6.27, 2000도1858<ref>

## 같이 보기
- 공무원
- 위조문서행사죄
- 대한민국 형법 제227조